# Wladislaus Seyda

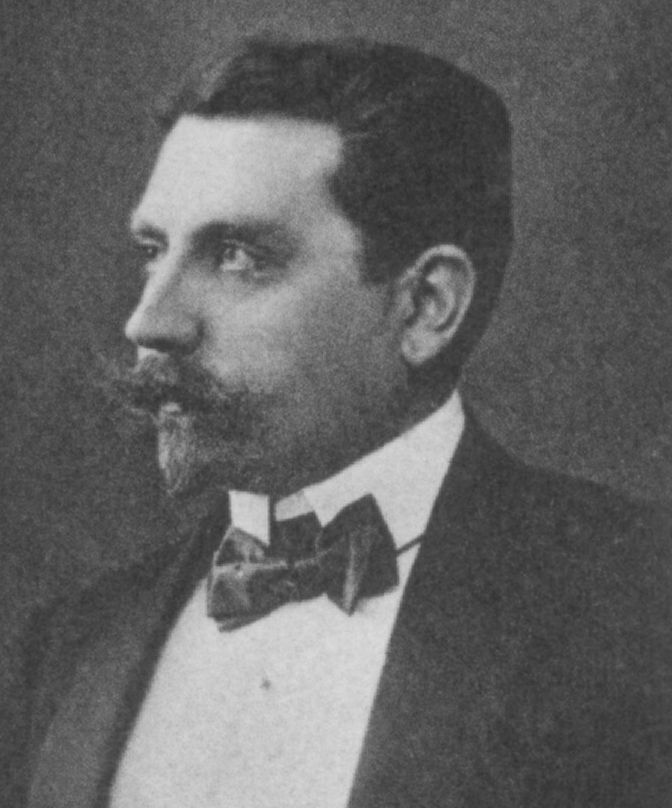
Wladislaus Seyda als Reichstagsabgeordneter 1912

Wladislaus Kasimir Seyda, polnisch: Władysław Kazimierz Seyda, (* 22. April 1863 in Lobsens, Königreich Preußen; † 26. Februar 1939) war Jurist, polnischer Minister sowie Mitglied Preußischen Abgeordnetenhauses und des Deutschen Reichstags.

## Leben
Seyda besuchte das Gymnasium in Deutsch Krone und die Universität Breslau. 1883 wurde er Referendar, 1889 Assessor, 1889 Rechtsanwalt beim Amtsgericht Krotoschin, 1891 beim Landgericht Posen und 1903 beim Oberlandesgericht Posen. Weiter war er Mitglied verschiedener wissenschaftlicher, politischer und sozialer Vereine.
Von 1907 bis 1918 war er Mitglied des Deutschen Reichstags für den Wahlkreis Regierungsbezirk Posen 8 Wreschen, Pleschen, Jarotschin und die Polnische Fraktion.
Zwischen 1918 und 1919 war er Vorsitzender des Nationalen Polnischen Volksrats in Posen, von 1919 bis 1920 Minister für das ehemalige preußische Teilgebiet und von 1924 bis 1928 Vorsitzender des Obersten Gerichts.